# Трамвай у Пхеньяні
Пхеньянський трамвай (кор. 평양 궤도전차) — трамвайна система у Пхеньяні, столиці Північної Кореї.

## Огляд

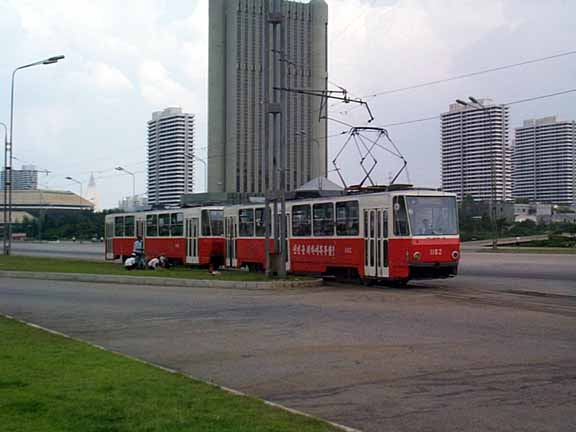
Трамвайний вагон у Пхеньяні — Татра T6B5

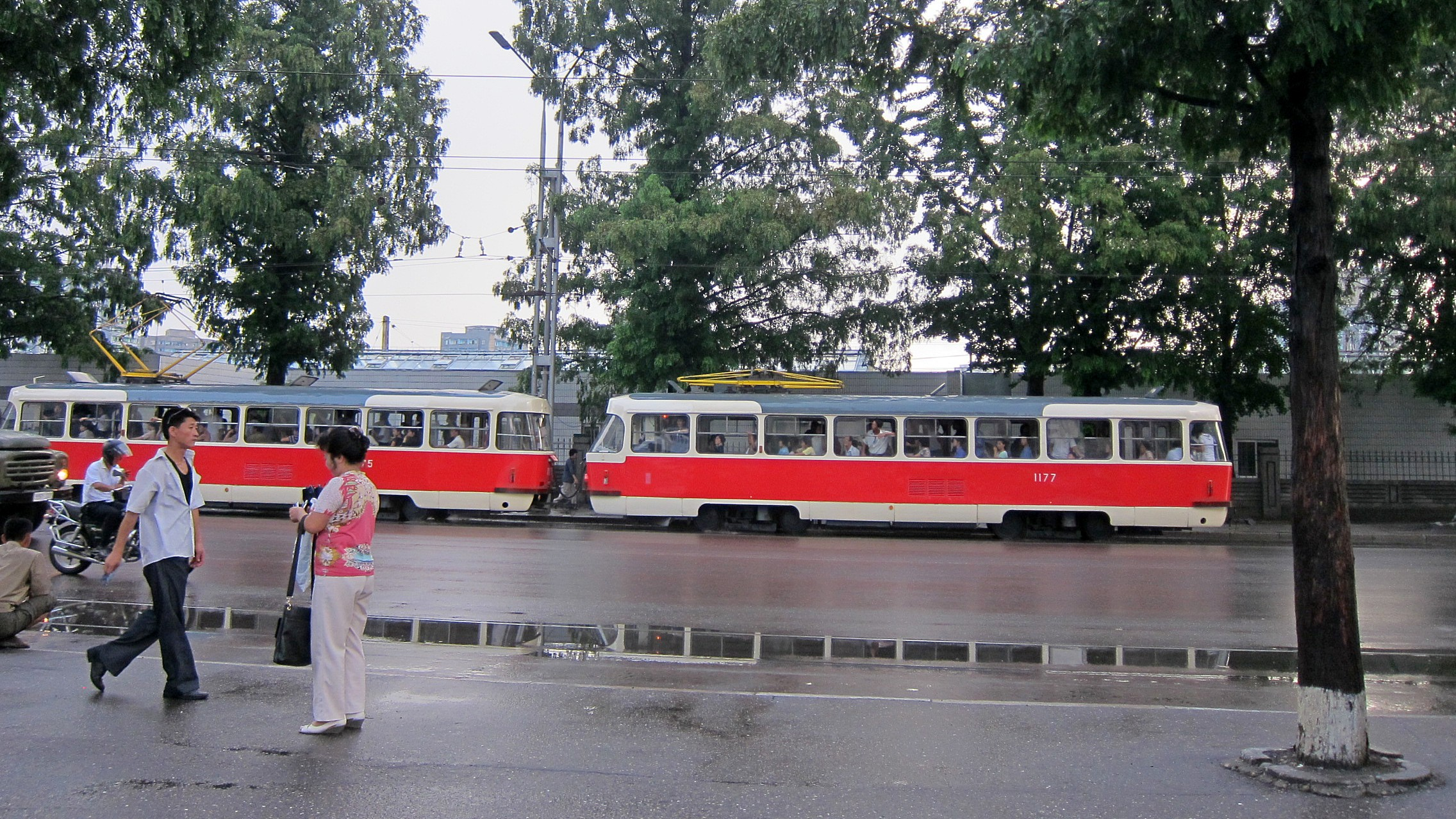
Трамвай під час вечірньої години пік

У довоєнний час у Кореї існували три трамвайні системи: у Сеулі, Пусані та Пхеньяні. Втім, трамвай у Пхеньяні не працював після Корейської війни 1950—1953 роках. Трамвай у Сеулі та Пусані пережили війну, але були демонтовані у 1968 році, коли автотранспорт став більш популярним у Південній Кореї, тож станом на 1968 рік на Корейському півострові не лишалося жодного трамвая.
На відміну від Південної Кореї, особисті автомобілі — дуже рідкісне явище у Пхеньяні. Зазвичай північні корейці покладаються на громадський транспорт. Оскільки пальне, котре завозять до країни, переважно надходить на військові потреби, в Пхеньяні головним громадським транспортом є тролейбуси та метро. Втім, оскільки тролейбусні маршрути виявилися надмірно навантаженими, місто вирішило запустити трамвай. Перший маршрут відкрито у 1991 році.
Наприкінці 1990-х місто потерпало від частих відключень електричного струму, оскільки застарілим електростанціям бракувало ресурсів. Відключення струму також вплинуло на роботу трамвая, але останні кілька років ситуація покращилася. У 2003 році ділянку першого маршруту між Пхеньян-йок та Сонгсіном було закрито через поганий стан мосту через річку Тедон.
Раніше іноземним туристам не було дозволено їздити трамваєм, втім нещодавно тури Пхеньяном почали включати в себе й подорож трамваєм.
У 2008 році Міська транспортна компанія Праги продала 20 вживаних вагонів моделі T3 разом із трамвайними рейками пхеньянському підприємству з громадських перевезень. Трамваї було виготовлено наприкінці 1970-х — на початку 1980-х. Зі слів Ондржея Печеного, представника Міської транспортної компанії Праги, ці трамваї перебувають у дуже гарному стані і можуть працювати мінімум два роки без необхідності ремонту. Трамваї було вироблено чехословацькою фірмою Татра ще за соціалістичних часів. Серед рухомого складу наявні різні види трамваїв, проте серед них відсутні низькопідлогові.
У Північній Кореї також працює трамвай у Чхонджіні, котрий було відкрито у 1999 році.

## Маршрути
На цей момент працюють три маршрути.
- 1 маршрут: Пхеньян-йок (P'yŏngyang-yŏk; 평양역; 平壤驛) — Манґьонде (Man'gyŏngdae; 만경대; 萬景臺)
- 2 маршрут: Тхосон (T'osŏng; 토성; 土城) — Раґран (Rangrang; 락랑; 樂浪) — Мунсу (Munsu; 문수; 紋繡)
- 3 маршрут: Сопхеньян (Sŏp'yŏngyang; 서평양; 西平壤) — Раґран (Rangrang; 락랑; 樂浪)

Станом на 2006 рік, фіксована вартість проїзду складає 5 ₩. Також діють проїзні квитки (시내 차표; 市內車票; sinae ch'ap'yo).

## Кимсусанський маршрут
Існує окремий трамвай, котрий використовують для того, аби возити відвідувачів до Кимсусанського меморіального палацу, де знаходиться тіло покійного президента Кім Ір Сена. Маршрут цілковито відрізняється від інших міських маршрутів і не є пов’язаним із жодним з них. Проїзд безкоштовний. Трамвай ходить метровою колією, у той час як інші трамвайні маршрути в Пхеньяні мають стандартну (1435 мм) колію. Трамвайні вагони вироблено у Швейцарії.

## Додаткова література
- Хаято Кокубу, Shōgun-sama no Tetsudō: Kitachōsen Tetsudō Jijō (将軍様の鉄道 北朝鮮鉄道事情; «Залізниця Любого Вождя: Стан залізниць у Північній Кореї»), 2007. (ISBN 4103037318)